# Давид Черні
Давид Черні (чеськ. David Černý; *15 грудня 1967, Прага, Чехословаччина) — один з найвідоміших сучасних чеських скульпторів, автор скандальних робіт, що поєднують у собі гумор, провокацію, соціальну й політичну сатиру.
Твори Давида Черні нерідко викликали різку критику з боку громадськості, і тим не менше, низка його робіт, встановлених у Празі, здобули широке визнання й стали однією з яскравих атракцій чеської столиці.

## З біографії та творчості
Давид Черні народився 15 грудня 1967 року в Празі у єврейській сім'ї.
У 1996 році юнак закінчив Празьку академію мистецтв.

### «Рожевий танк»
Першою роботою Черні, що викликала широкий громадський резонанс, стало пофарбування у рожевий колір радянського танку ИС-2, встановленого на площі Кінських у празькому Сміхові у пам'ять про звільнення Праги Червоною Армією у 1945 році.

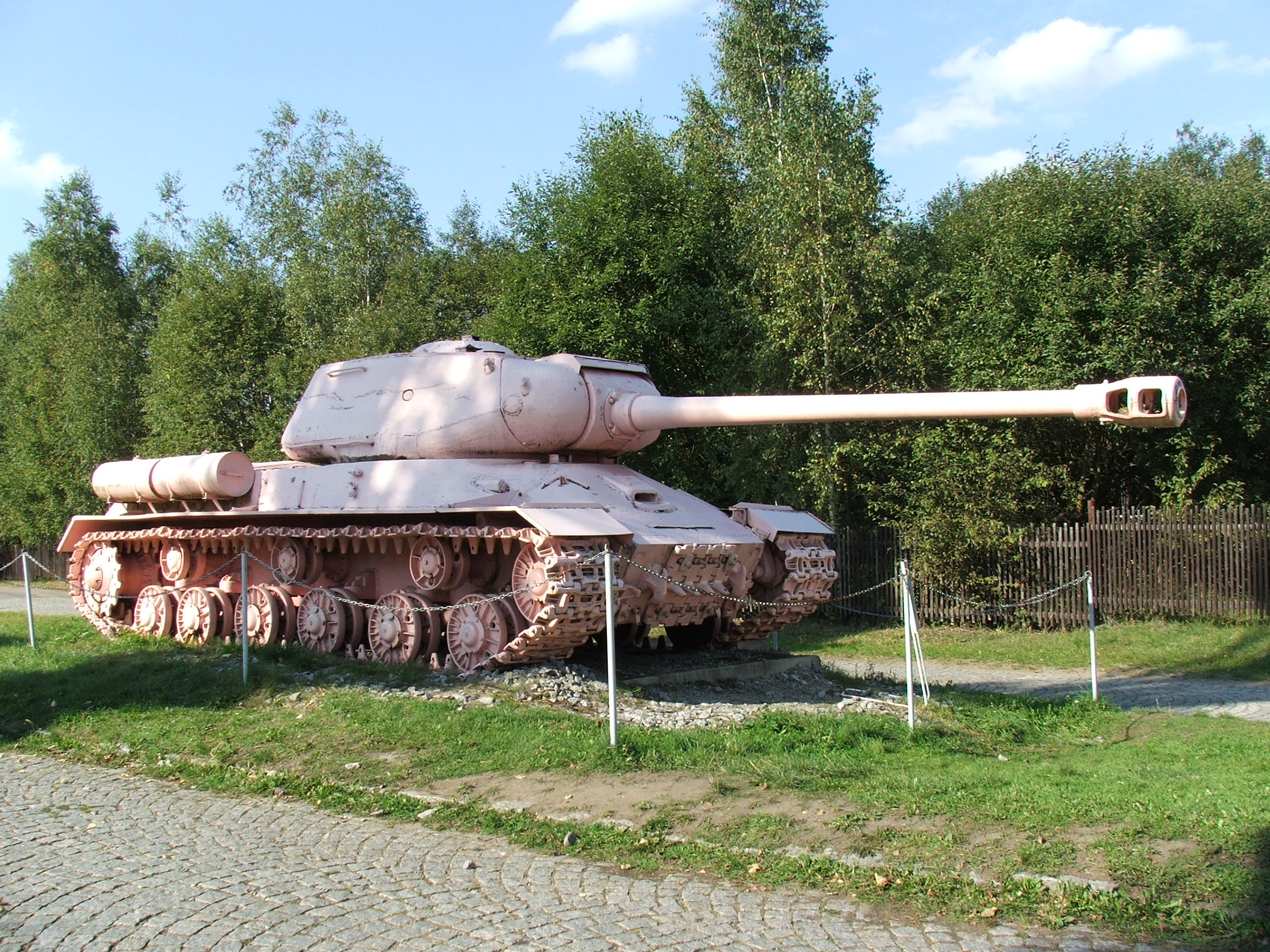
Сміховський радянський танк, пофарбований Черні, тепер у Лешанському воєнному музеї

Ця акція відбулася у ніч проти 28 квітня 1991 року. На даху танкової башти було встановлено палець у вигляді фалічного жесту. За словами автора «твору», його метою було висміяти символіку радянських військових пам'ятників, трактовану як загроза мирному населенню силою. Радянський танк у чеській свідомості закарбувався як символ придушення Празької весни 1968 року й наступним періодом радянської окупації, відтоді припинивши бути атрибутом звільнення від нацизму. Однак, дехто, як у Чехо-Словаччині, так і особливо за її межами, зокрема, в Росії, сприйняв акцію Давида Черного як образу пам'яті воїнів ІІ Світової, посипалися закиди у нарузі над пам'ятником епохи, і «митця» навіть заарештували за хуліганство.
Після офіційного протесту російського уряду танкові на площі Кінських повернули первинний вигляд. Водночас 15 депутатів парламенту на знак незгоди із затриманням художника самотужки знову пофарбували танк у рожеве. Зрештою Черні звільнили, а танк зняли з п'єдесталу й перевезли до Музею воєнної історії в Лешанах у Тинці-над-Сазавою.
Пізніше художник виступив із пропозицією встановлення в Празі рожевого танку як стаціонарного пам'ятника, однак під тиском прем'єр-міністра Мілоша Земана і російського посла Василя Яковлєва, празька мерія відмовилась від втілення цього проєкту.
Відтак, «рожевий танк» Давида Черні деякий час експонувався у невеликому курортному містечку Лазне-Богданеч, де до початку 1990-х років були розташовані казарми радянських військ, розміщених у Чехословаччині.

### Подальші акції Черні
Завдяки «рожевому танку» Давид Черні здобув широку відомість у Чехії. І в подальшому його творчість неодмінно викликала підвищене зацікавлення, а подеколи, як з танком, і обурення в частини громадськості.

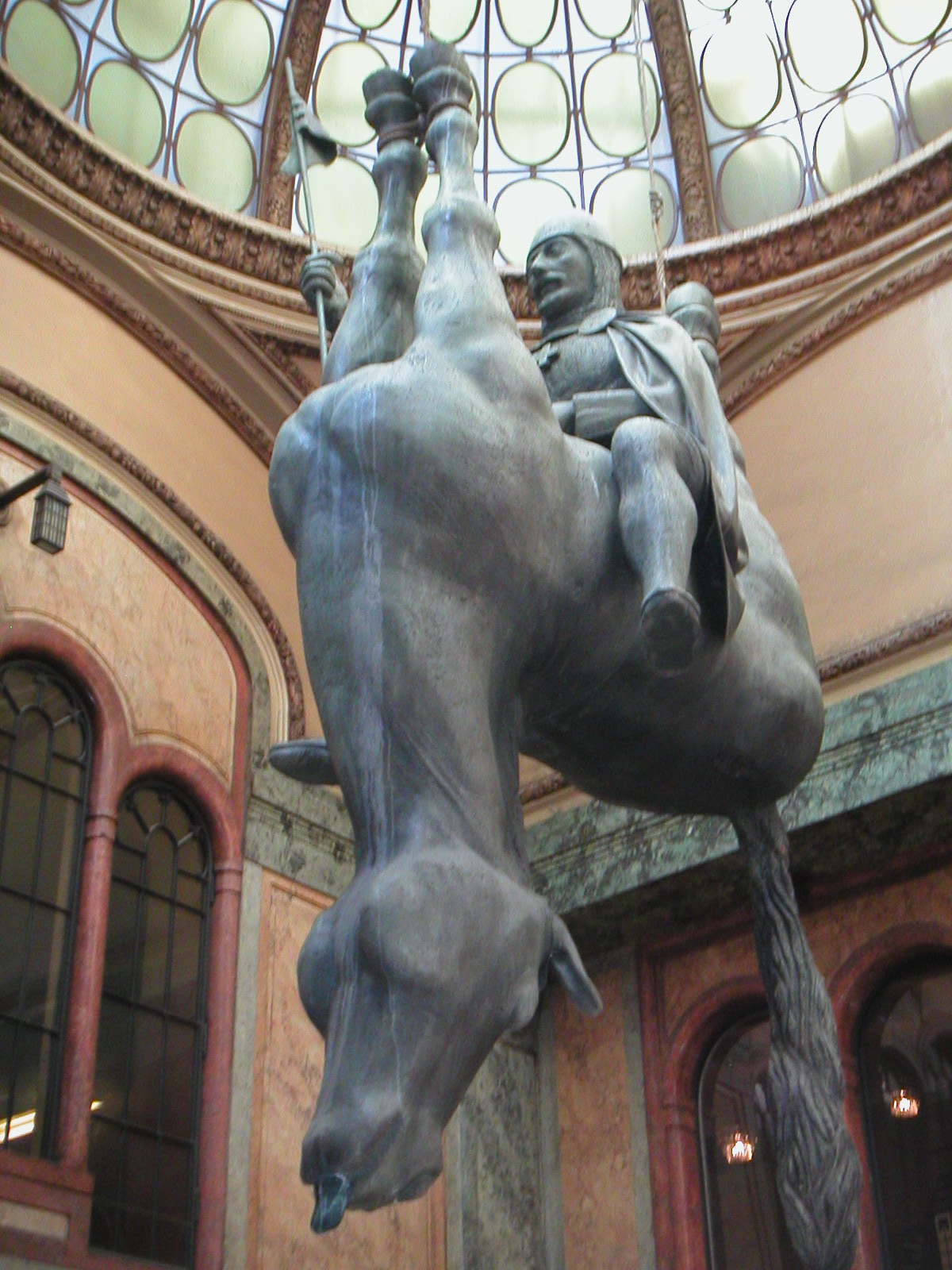
Скульптура Черні «Кінь» (1999)

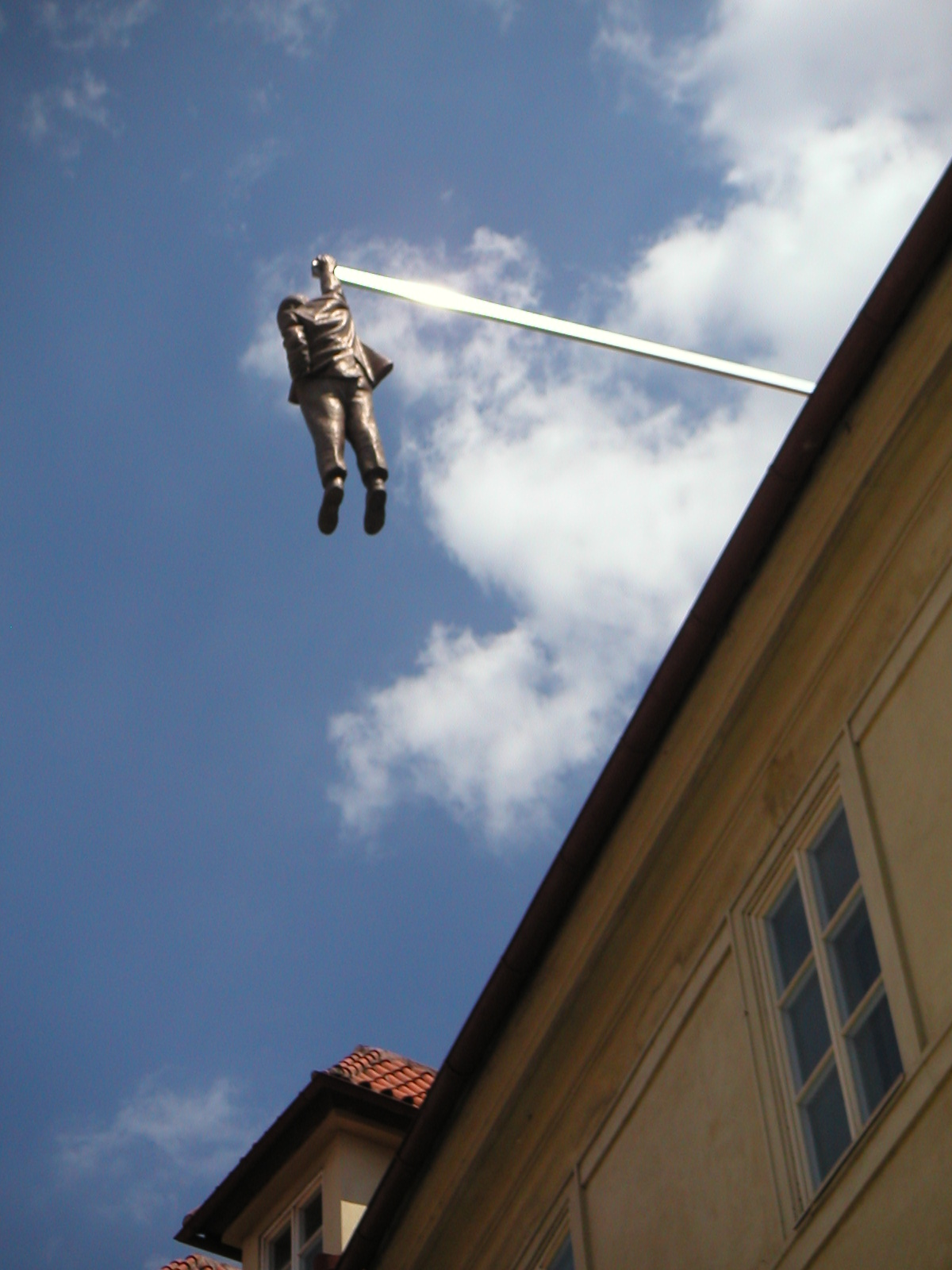
Скульптура Черні «Підвішений» (1997)

Да найвідоміших робіт Давида Черні належить скульптура «Кінь» (1999), що зображає Святого Вацлава сидьма на че́реві свого здохлого коня, підвішеного за ноги, що власне кпить з шани та пієтету, з якими пражани ставляться до знаменитого, знакового для національного мистецтва й історії пам'ятника на Вацлавській площі авторства Йосефа Мисльбека. Спочатку скульптуру «Кінь» помістили у нижній частині площі, наче своєрідний контрапункт до свого протитипу, але згодом, в тому числі на вимоги протестуючих, перенесли усередину пасажу центру «Люцерна» на площі з боку Водичкової вулиці.
Іншим яскравим творінням Давида Черні є скульптури гігантських немовлят, що видираються Празькою телебаштою у Жижкові, завдяки чому остання перетворилась на популярний туристичний об'єкт чеської столиці.
Численних закидів удостоїлася робота Черні 2005 року під назвою «Акула», що являла собою фігуру зв'язаного напівоголеного Саддама Хусейна, що плавав у скляному акваріумі, наповненому жовто-зеленим розчином формальдегіду. Ця композиція здобула спеціальний приз на Празькому бієнале 2005 року, і була власне пародією на знамениту роботу Демієна Герста «Фізична неможливість смерті у свідомості сущого». На демонстрацію «Акули» Черного двічі накладали заборону: у Мідделкерку (Бельгія) та в Бельсько-Бяла (Польща).
З-поміж інших робіт Давида Черні:
- інсталяція «Кістки» (1990) — гігантський череп і кістки під пам'ятником Сталіну в Празі;
- скульптура «Quo vadis» (1990) — «народна» автівка «Трабант» на людських ногах на Старомєстській площі;
- інсталяція «In God We Trust» (1991) — розп'яття на хресті з купюр номіналом 1 долар США;
- серія інсталяцій «День убивств» у Лондоні (1992);
- «Підвішений» (чеськ. Viselec, 1997) — скульптура Зигмунда Фройда (є також думки, що це насправді Ленін або хто ще), що висить у повітрі, однією рукою тримаючись за сталеву щоглу;
- нереалізований проєкт «Народ собі назавжди» (2002) — статуя величезного золотого онаніста, що час від часу вивергає фонтани пари, яку планувалося встановити на даху Національного театру в Празі, і яка мала стати пародією на слова «Народ собі», написані над сценою Національного театру, збудованого коштом зібраних по всій Чехії за підпискою грошей у XIX столітті;
- логотип «Fuck the KSČM» (2002) — традиційний жест із зігнутим середнім пальцем, стилізований під кактус з гострими шипами, що став виразом протесту проти участі у політичному процесі сучасної Чехії однієї з наступниць Компартії ЧССР Комуністичної партії Чехії та Моравії (KSČM);
- «Piss-Цегляний завод Гергета», Прага (2004) — дві бронзові фігури, що дзюрять (справляють малу нужду) у воду, причому роблять це «артистично» — виводячи на водній гладі цівками свого дзюркотиння різні слова, в тому числі й за запитом глядачів. Встановлені в Музеї Франца Кафки в Празі;
- «Автобусна зупинка» (2005) — справжня зупинка міського автобуса в місті Ліберці, стилізована під велетенський бронзовий стіл, накритий до обіду, під яким власне розташовані місця для очікуючих на автобус;
- інсталяція «Метаморфози» (2007) в Шарлоті (Північна Кароліна, США) — людська голова з нержавіючої сталі з фонтаном, що б'є з її вуст, яка повсякчас змінює форму, будучи керованою адміністратором проєкту по Інтернету;
- «Ентропа» (2009) — авангардистська скульптурна композиція (загальна площа 16 м²) у формі контурів територій країн членів ЄС, кожна з частин яких висміює стереотипи, пов'язані з конкретними націями, приурочене до початку головування Чехії в ЄС, що відразу ж після встановлення викликала великі суперечки[2].

## Галерея робіт

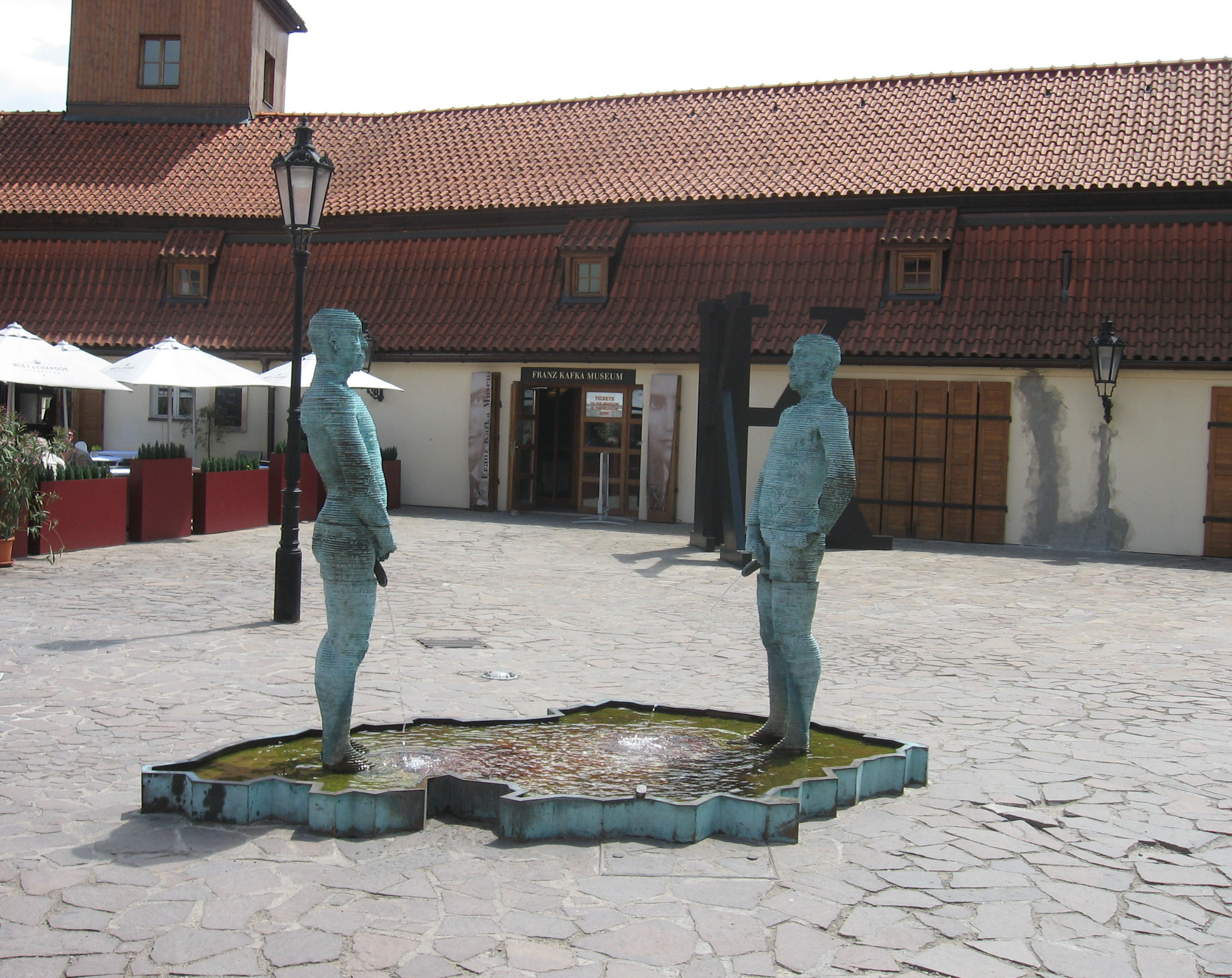
інсталяція «Piss», Музей Франца Кафки, Прага
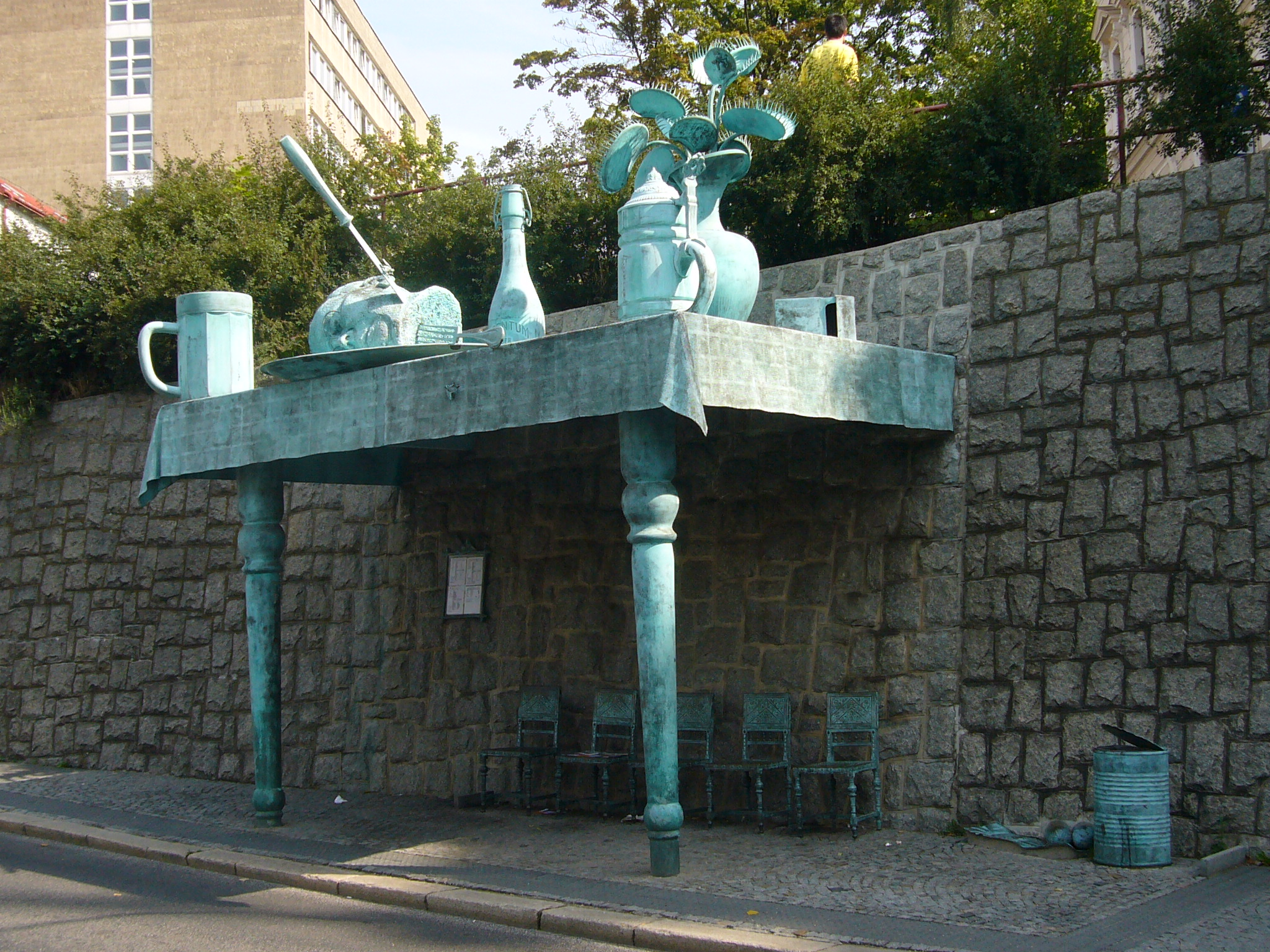
робота «Автобусна зупинка», Ліберець, 2005
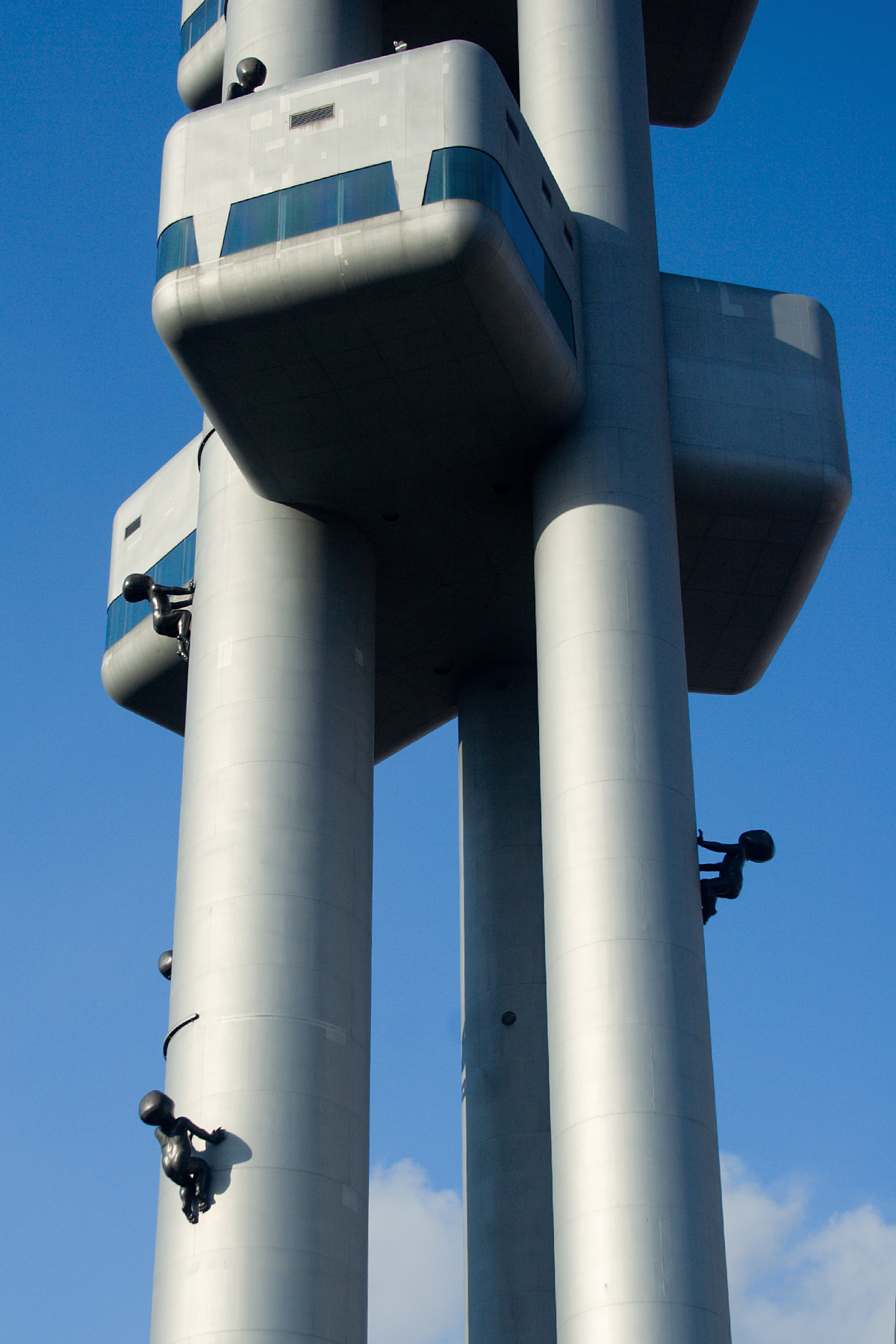
«Немовлята» («Малюки») Черного на Празькій телевежі
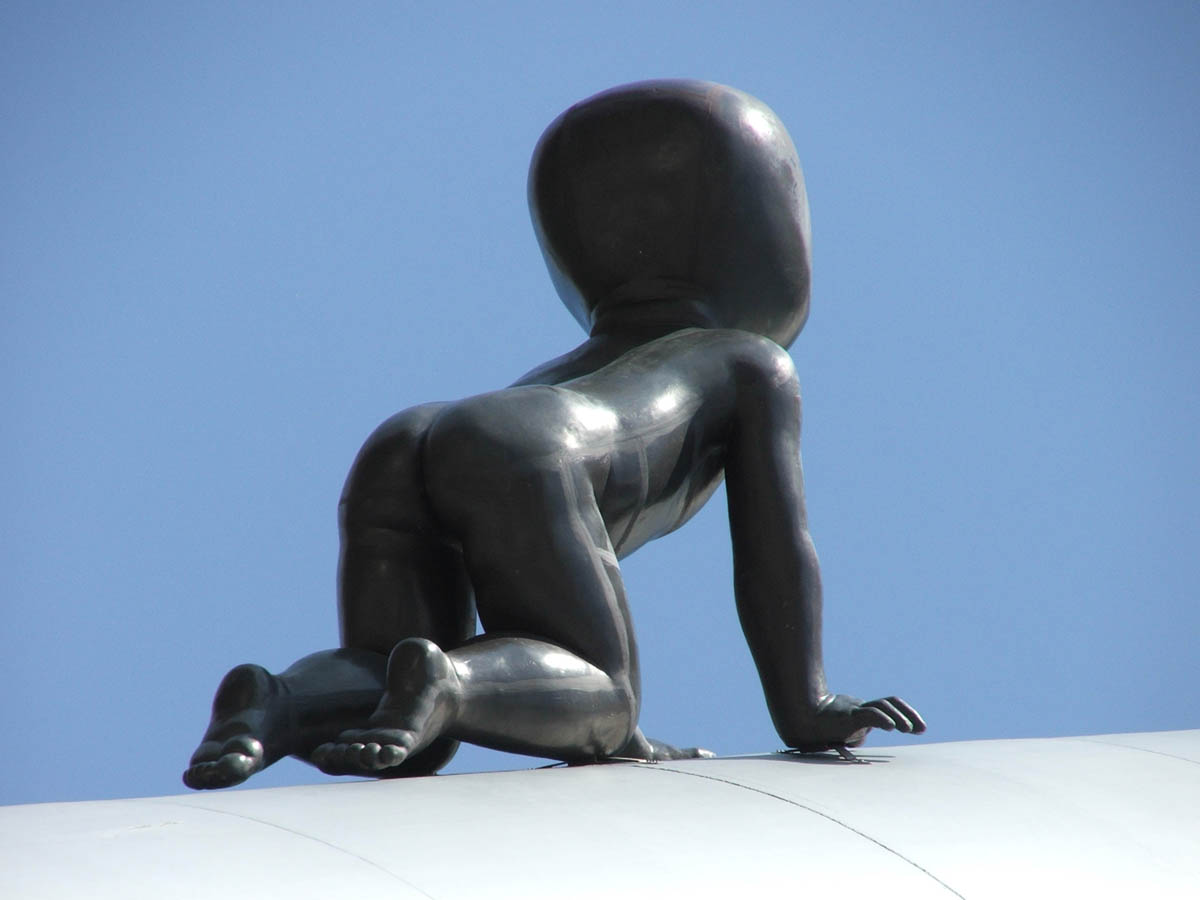
телевежове «маля» Черного зблизька
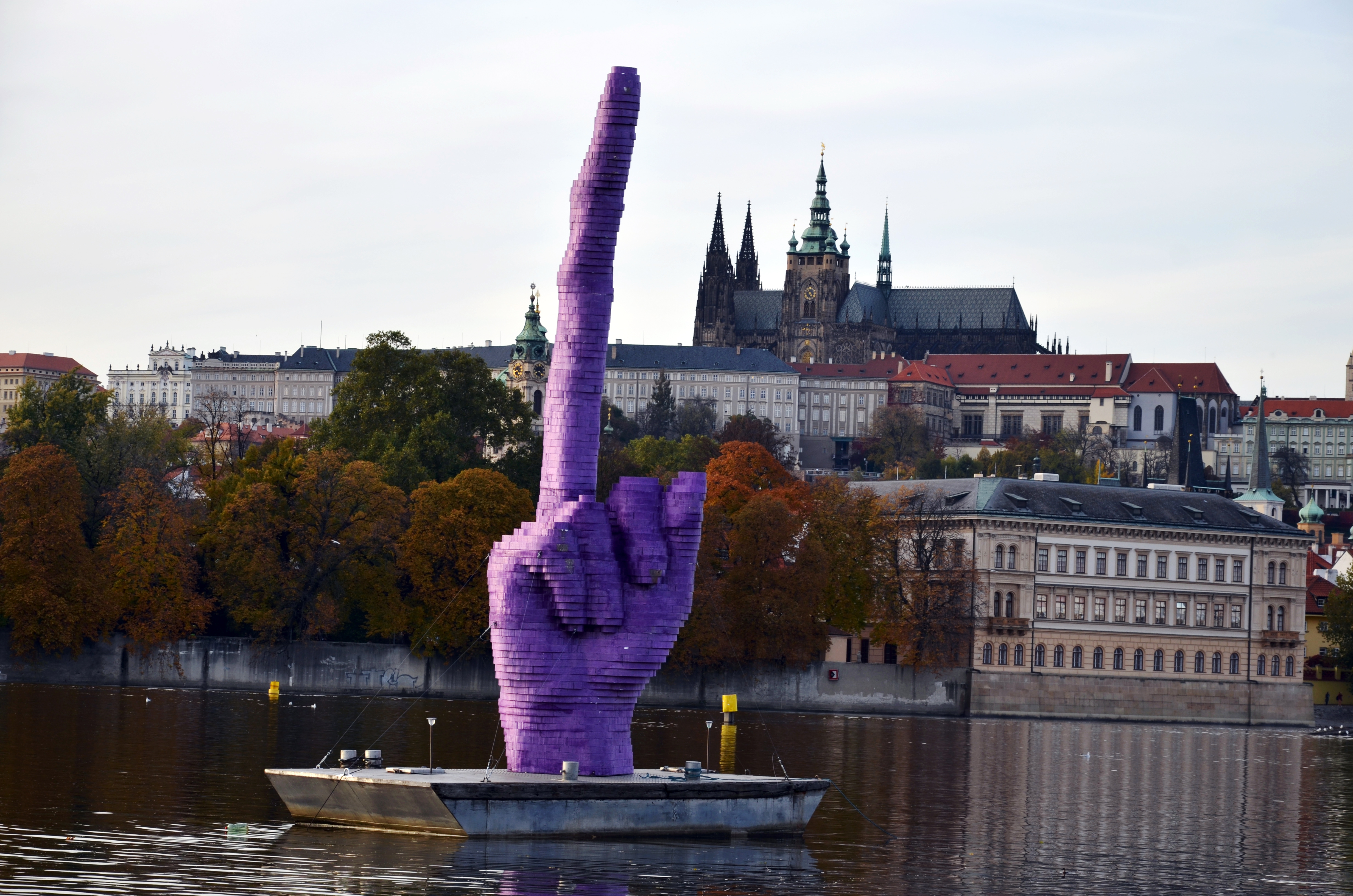
Gesture, David Černý, 21.10.2013, Praha

## Виноски
1. ↑  https://art.hn.cz/c1-52632420-kurt-gebauer
2. ↑  Боровський Олег Болгарія не хоче бути унітазом. Чеське почуття гумору в Євросоюзі не сприймають [Архівовано 30 березня 2010 у Wayback Machine.] // «Україна Молода» № 007 за 16 січня 2009 року